# Helictotrichon tibesticum
Helictotrichon tibesticum là một loài thực vật có hoa trong họ Hòa thảo. Loài này được (Miré & Quézel) Holub mô tả khoa học đầu tiên năm 1962.